# Sonora (animal)
Sonora es un género de serpientes de la familia Colubridae. Sus especies se distribuyen por el sur y oeste de los Estados Unidos y por México.

## Especies
Se reconocen las siguientes:
- Sonora aemula (Cope, 1879)
- Sonora michoacanensis (Dugès, 1884)
- Sonora mutabilis Stickel, 1943
- Sonora semiannulata Baird & Girard, 1853